# Liste des maires de Crépieux-la-Pape

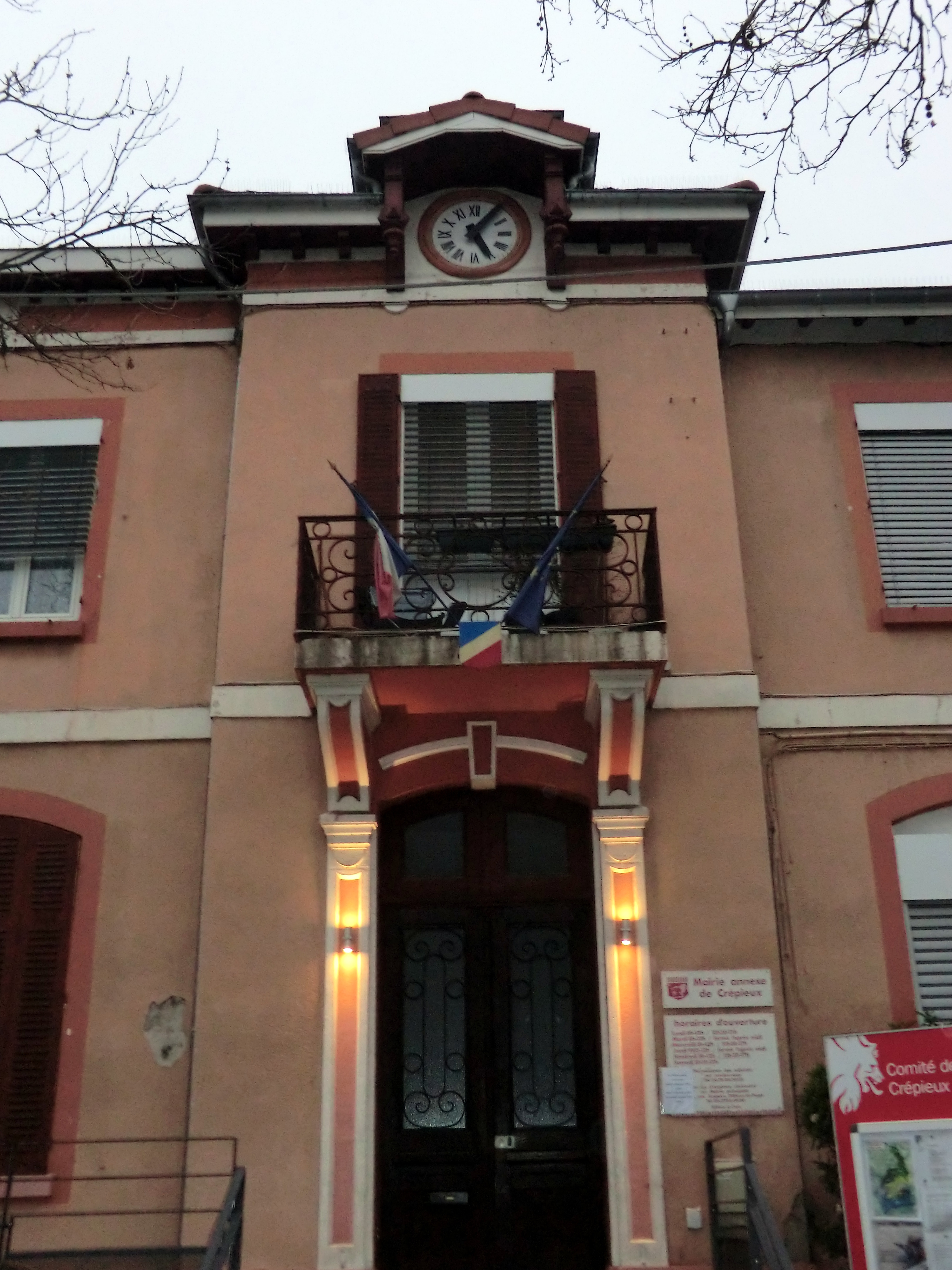
La mairie de Crépieux-la-Pape, devenue mairie annexe de Rillieux-la-Pape.

La liste des maires de Crépieux-la-Pape présente la liste des maires de l'ancienne commune de Crépieux-la-Pape créée en 1927 par séparation de Rillieux et supprimée en 1972 par fusion avec Rillieux au sein de Rillieux-la-Pape.
Cette commune a dépendu du département de l'Ain (1927 - 31 décembre 1967) puis du département du Rhône (1968 - 1972).

## Liste des maires successifs

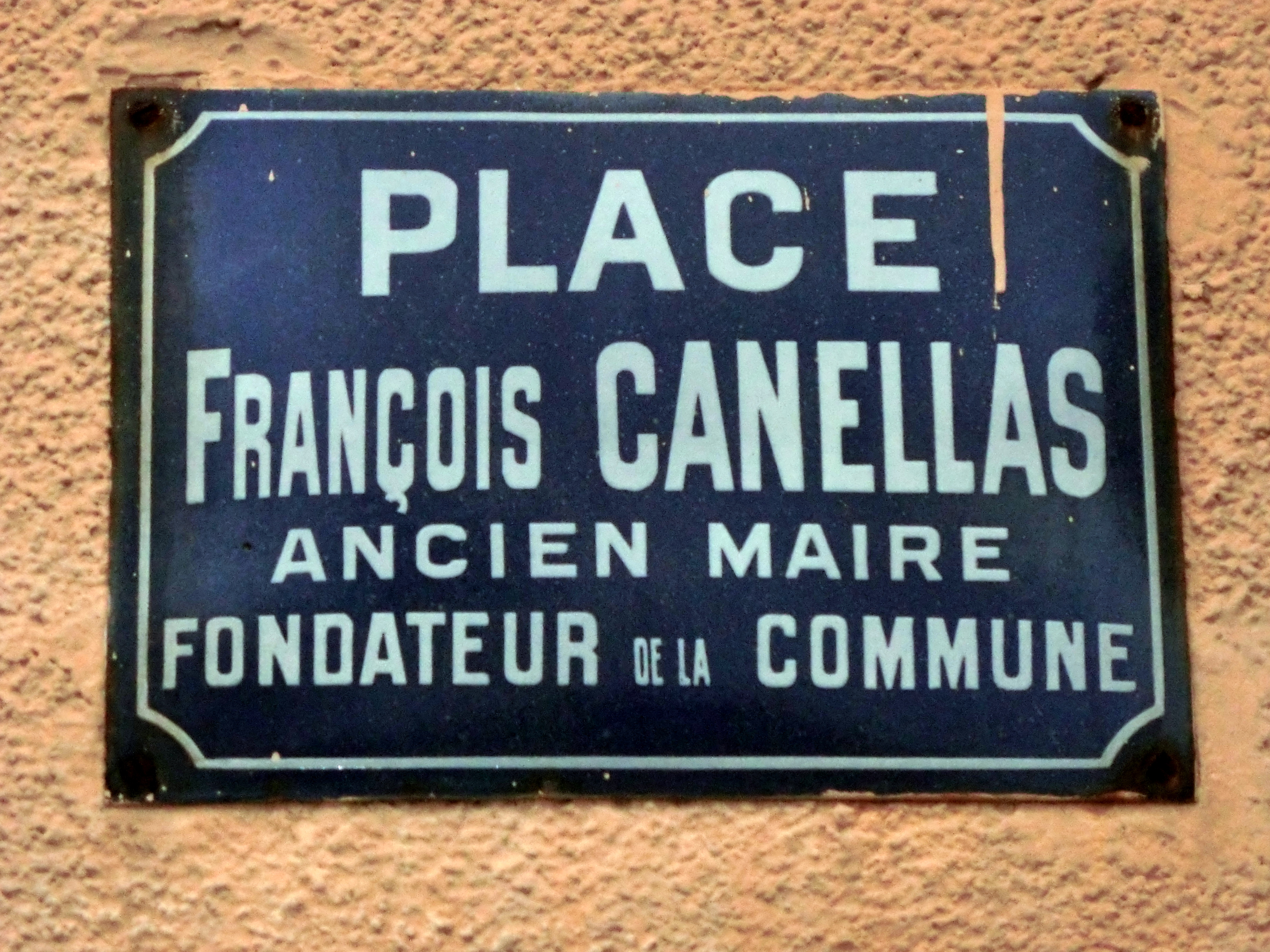
Place François-Canellas, maire de 1927 à 1941.

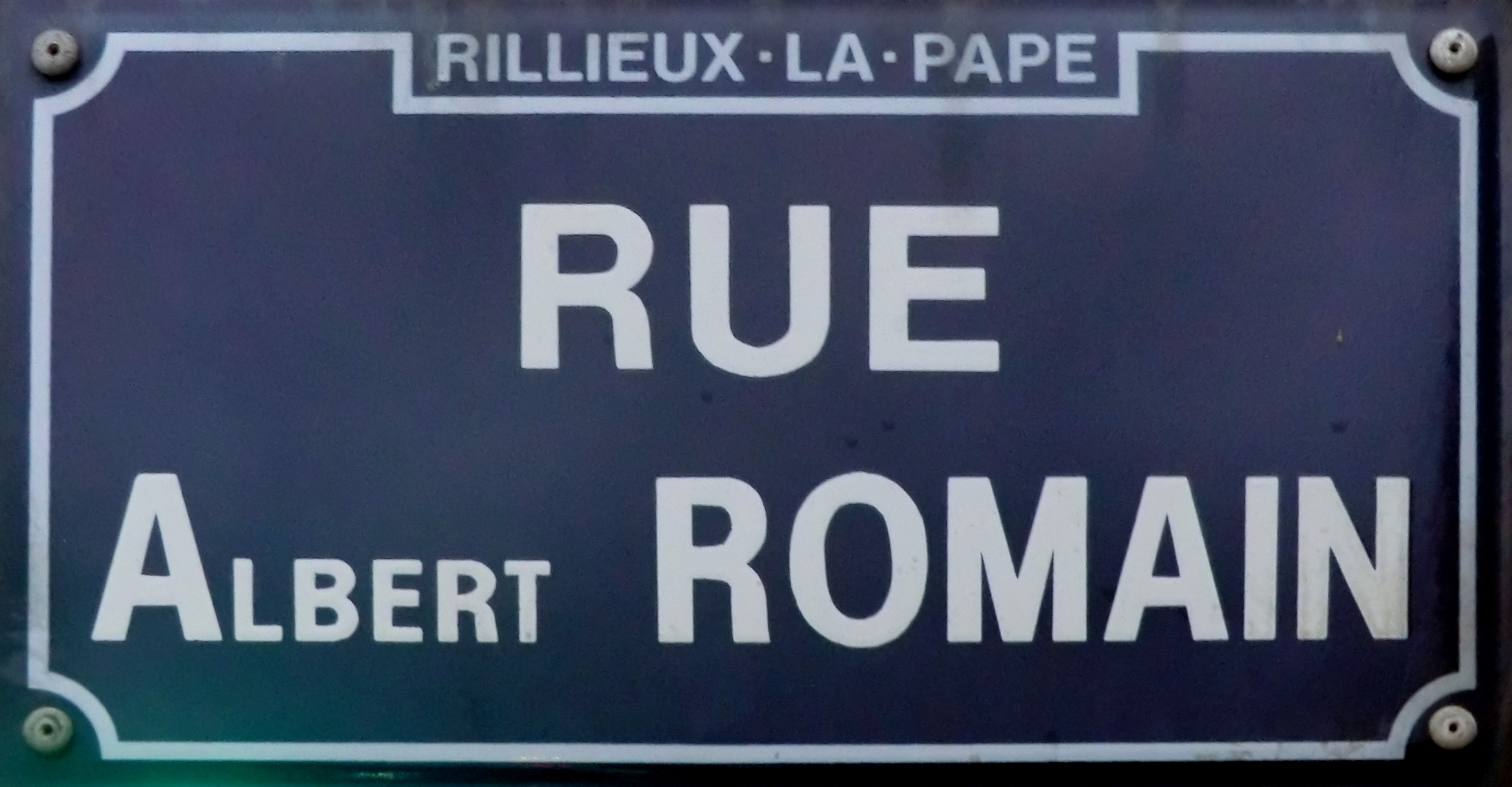
Rue Albert-Romain, maire de 1947 à 1950.

| Période | Période | Identité          | Étiquette | Qualité |
| ------- | ------- | ----------------- | --------- | --- |
| 1927    | 1941    | François Canellas |           | … |
| 1941    | 1942    | Emile Patey       |           | … |
| 1942    | 1944    | Joseph Carrière   |           | … |
| 1944    | 1944    | Emile Patey       |           | … |
| 1944    | 1945    | E. Giriat         |           | … |
| 1945    | 1945    | Auguste Grenier   |           | … |
| 1945    | 1945    | Émile Patey       |           | … |
| 1945    | 1947    | Gaston Landraud   |           | … |
| 1947    | 1950    | Albert Romain     |           | … |
| 1950    | 1959    | Maurice Jaeger    | RPF       | Graveur |
| 1959    | 1972    | Marcel-Yves André |           | Maire de Rillieux-la-Pape de 1972 à 1995. Conseiller général du canton de Montluel de 1967 à 1969 Conseiller général du canton de Rillieux-la-Pape de mars 1969 à décembre 1973 puis de 1985 à 1997 |

## Pour approfondir